# Frauendorf
Frauendorf è un comune di 707 abitanti del Brandeburgo, in Germania.

Appartiene al circondario dell'Oberspreewald-Lusazia ed è parte della comunità amministrativa di Ortrand.

## Storia
Fino al 20 settembre 1993 il centro abitato di Frauendorf era una frazione del comune di Tettau; in tale data divenne un comune autonomo.